# Max Färberböck
Max Färberböck, nacido el 22 de septiembre de 1950 en Münsing, Baviera, es un director y guionista de cine alemán.

## Biografía
Färberböck inició su carrera en los teatros de Buenos Aires e Italia. Estudió en la Universidad de Televisión y Cine de Múnich y trabajó para la productora alemana Constantin Film y como asistente de Peter Zadek en la Deutsches Schauspielhaus en Hamburgo. Después de producir varias obras en teatros de Hamburgo, Heidelberg y Colonia empezó a escribir y dirigir episodios para la serie de televisión Der Fahnder.
Su primer largometraje fue el melódrama Aimée y Jaguar que estuvo nominada en los Premios Globo de Oro a la mejor película en lengua no inglesa. La película también estuvo nominada al Oso de oro en la edición 49.ª del Festival Internacional de Cine de Berlín.
La película de Färberböck, Anonyma – Una mujer en Berlín, basada en el libro autobiográfico de Marta Hillers, se estrenó en octubre de 2008. El papel principal fue interpretado por Nina Hoss.

## Filmografía
- 1990 - Der Fahnder - TV
- 1992 - Schlafende Hunde - TV
- 1993 - Einer zahlt immer - TV
- 1994 -  Bella Block - Die Kommissarin - TV
- 1995 - Bella Block - Liebestod - TV
- 1999 - Aimée y Jaguar
- 2002 - Jenseits - TV
- 2003 - September
- 2008 -  Anonyma – Una mujer en Berlín
- 2009 -  Vorsehung
- 2009 al 2010 - Sau Nummer Vier. Ein Niederbayernkrimi